# Jära församling
Jära församling var en församling  i Skara stift i nuvarande Jönköpings kommun. Församlingen uppgick tidigt, dock senast 1567 i Mulseryds församling.
Kyrkan brändes ner 1567 under Rantzaus räd.

## Administrativ historik
Församlingen har medeltida ursprung och uppgick tidigt dock senast 1567 i Mulseryds församling, efter att före dess liksom denna ha ingått i Bottnaryds pastorat.